# О рыбаке и рыбке
«О рыбаке́ и ры́бке» — российский кукольный мультфильм 2003 года студии «Союзмультфильм», который создала режиссёр Наталья Дабижа по мотивам «Сказки о рыбаке и рыбке» (1833) Александра Сергеевича Пушкина.

## Сюжет
Скоморохи — бродячие комедианты — разыгрывают сюжет оригинальной сказки как спектакль. Золотую рыбку играет девочка-блондинка в соответствующем костюме, чьи волосы собраны на манер хвоста этой самой рыбы. Синее море здесь сделано из ткани, а декорации (в том числе и царский дворец) — из фанеры. Всех персонажей озвучивает Олег Табаков.

## Создатели
- Автор сценария и режиссёр: Наталья Дабижа
- Художники: Геннадий Новожилов, Татьяна Платонова
- Кинооператор: Александр Виханский
- Ассистент кинооператора: Дмитрий Палагин
- Российский государственный симфонический оркестр кинематографии
  - Композитор: Геннадий Гладков
  - Дирижёр: Сергей Скрипка
  - Звукорежиссёр записи музыки: Владимир Виноградов
- Аниматоры: Алла Соловьёва, Ольга Панокина, Фазиль Гасанов, Наталья Дабижа
- Компьютерная обработка: Дмитрий Русаков
- Мастер по свету: С. Ходов
- Куклы и декорации изготовили:
  - Геннадий Богачёв
  - Анатолий Гнединский
  - Владимир Шафранюк
  - Ярослава Боринская
  - Елена Покровская
  - Нина Молева
  - Михаил Колтунов
  - Наталия Барковская
  - Анна Атаманова
  - Е. Куроленкин
  - Нина Виноградова
  - Виктор Пиунов
  - Николай Закляков
  - Вера Пиунова
- Все роли озвучивал: Олег Табаков
- Звукорежиссёр: Владимир Орёл
- Монтажёр: Наталия Степанцева
- Редактор: Елена Михайлова
- Директор картины: Бэлла Ходова
- Продюсер: Эрнест Рахимов
- Фильм снят при государственной финансовой поддержке Службы кинематографии Министерства культуры Российской Федерации

## Фестивали и премии
- 2003 — VIII Открытый Российский Фестиваль анимационного кино в Суздале: Приз «За оригинальное режиссёрское и изобразительное решение в экранизации всем известной сказки» — «О рыбаке и рыбке».[2]
- 2003 — Премия «Ника» за лучший анимационный фильм — Номинация.
- 2003 — X МКФ «Крок»: приз и диплом в категории «Фильмы для детей» — «О рыбаке и рыбке».[3]
- 2003 — XI фестиваль российского кино «Окно в Европу» в Выборге: Специальный приз жюри — Наталья Дабижа «О рыбаке и рыбке».[4]